# Спілка письменників Росії
Спілка письменників Росії — загальноросійська громадська організація, яка об'єднує ряд російських і зарубіжних літераторів (прозаїків, поетів, есеїст і т. д.). Наступник Спілки письменників РРФСР. На 2004 рік складалася з 93 регіональних організацій і об'єднувала 6 991 людини. Утворена в 1991 році, коли на базі єдиної Спілки письменників СРСР утворилися Спілка письменників Росії («патріотичної» спрямованості) й Спілка російських письменників («демократической» направленности). Перший голова — Юрій Бондарев.
- Голова правління — Валерій Ганічев.
- Секретар правління — Сергій Бєлкін

Одним із секретарів спілки став уродженець міста Луцьк - Бортніков Сергій Іванович.. Його обрав на посаду секретаря у 2018 році XV зїзд Спілки письменників Росії..
Бортнікову, за його антиукраїнську діяльність, у травні 2024 року Волинське управління СБУ висловило підозру за ч.1 та ч.3  ст. 436-2 (виправдовування, визнання правомірною, заперечення збройної агресії російської федерації проти України, вчинене повторно) Кримінального кодексу України..

## Пам'ятна медаль А. П. Чехова
У 2004 р. Московською міською та Московською обласною організацією Спілки письменників Росії та Спілкою письменників-перекладачів в ознаменування 100-річчя з дня смерті А. П. Чехова заснована Пам'ятна медаль А. П. Чехова. Вручається особам, нагородженим Літературною премією імені А. П. Чехова «за внесок у російську сучасну літературу».